# Tipula (Formotipula) lipophleps
Tipula (Formotipula) lipophleps is een tweevleugelige uit de familie langpootmuggen (Tipulidae). De soort komt voor in het Oriëntaals gebied.